# Jan Miense Molenaer

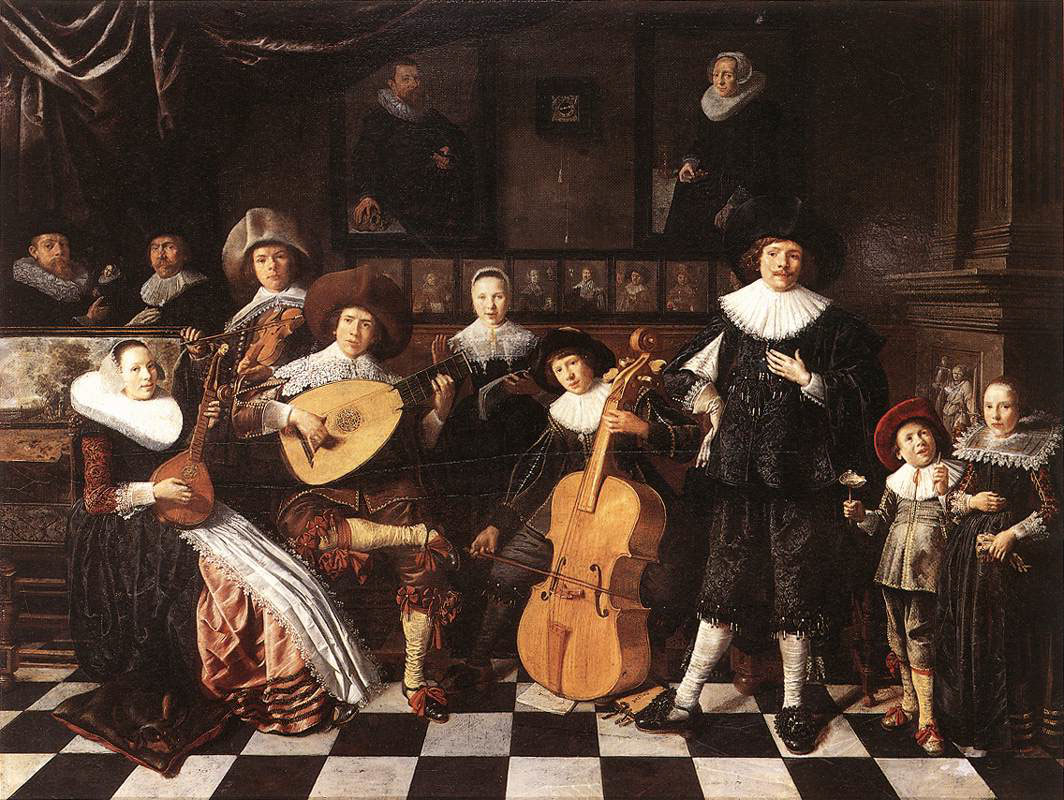
Autorretrato con miembros de la familia, 1635.
Óleo sobre tabla, 62,3 x 81,3 cm, Haarlem, Museo Frans Hals.

Jan Miense Molenaer (Haarlem, c. 13 de diciembre de 1610-Haarlem, enterrado el 19 de septiembre de 1668), fue un pintor y grabador holandés cuyo estilo fue precursor del de Jan Steen durante la llamada Edad de oro de la pintura holandesa.
Compartió estudio con su esposa Judith Leyster, pintora de género, retratista y de naturalezas muertas con quien se casó en 1636. Los dos fueron discípulos de Frans Hals y cuando estuvo en Ámsterdam entre 1636 y 1648, recibió la influencia de Rembrandt. Su hermano Klaes también fue un pintor paisajista.
Molenaer consiguió pronto un estilo próximo a Hals pero más tarde desarrolló un estilo como el del pintor de género Adriaen van Ostade. Sus escenas de género a menudo representan músicos tales como Los Músicos (Museo de Bellas Artes de Budapest), El Dúo (Museo de Arte de Seattle), o Retrato de la familia del pintor tocando música (Museo Frans Hals). También pintó Tabernas y personajes jugando a las cartas o juegos de la época como el denominado en holandés Handjeklap, que literalmente significa dar palmas con las manos. 
Molenaer, en sus escenas de género tuvo un estilo más suelto, pintando historias bíblicas con personajes populares de campesinos y soldados como en su obra La negación de Pedro (Museo de Bellas Artes de Budapest) que representa una escena del Evangelio de Pedro, situada en una taberna holandesa de la época.